# Пан Ніхто (роман)
«Пан Ніхто» — шпигунський роман, написаний болгарським письменником Богомилом Райновим у 1967 році. Твір визнаний одним з найкращих у детективній серії. Він відрізняється динамічною, гостросюжетної інтригою, яка доповнюється глибоким психологізмом і можливістю показати внутрішній світ розвідника та тих людей, з якими він стикається під час виконання завдання. За роман письменник удостоєний Димитровської премії в 1969 році.

## Сюжет
Герой романів відомого сучасного болгарського письменника розвідник Еміль Боєв, виконуючи відповідальні завдання в країнах Західної Європи, часто потрапляє у винятково складні, надзвичайно небезпечні ситуації. Його професіоналізм, жвавий розум, непогамовний гумор дають йому змогу виходити переможцем у різноманітних сутичках з агентами іноземних розвідок та емігрантських підривних центрів.

## Стислий зміст
Хто б міг подумати, що солідна західна фірма «Зодіак» насправді є прикриттям для центру шпигунства за країнами Східної Європи? Але у болгарської держбезпеки сумнівів немає — спочатку співробітник цієї фірми Карло Моранді намагається відновити контакти із завербованим американцями болгарським громадянином, а потім в Італії вбивають болгарського розвідника Любо на прізвисько «Диявол», якому і було доручено розслідувати діяльність Моранді.
Тепер розслідування продовжує Еміль Боєв, на очах у якого був убитий його друг Любо. Він не збирається мститися, адже Боєв — професіонал. Однак все одно у нього із «Зодіаком» тепер ще й особисті рахунки.

## Екранізації
- Пан Ніхто (фільм, 1969) (болг. Господин Никой) — болгарський фільм Івана Терзієва

## Переклади українською
- Богоміл Райнов «Пан ніхто» (романи). Київ. Видавництво худ. Літ. «Дніпро», 1988 р.